# Hrvatski kukurijek
Hrvatski kukurijek (lat. Helleborus torquatus, sin. Helleborus croaticus), novopriznata vrsta u rodu kukurijeka, porodica žabnjakovki (Ranunculaceae). U Hrvatskoj se smatra endemom ali je autohtona i u Srbiji, Kosovu i Bosni i Hercegovini. Opisana je prvi puta 1973. godine.

## Opis
Hrvatskl kukurijek je grmolika, zimzelena, cvjetajuća trajnica nedavno pronađena u Hrvatskoj i pripada porodici žabnjakovki. U zrelosti doseže visinu od 1 stope (prek o30 cm.) i cvjeta od zime do ranog proljeća malim cvjetovima u obliku šalice koji su ljubičasti izvana i zeleni s ljubičastim žilicama iznutra. Cvjetovi se obično pojavljuju na vrhovima razgranatih stabljika biljke, a listovi su zimzeleni i tamnozeleni, sjajni, kožasti, s dubokim režnjevima i često nazubljeni. Ime roda dolazi od grčkih riječi bora što znači "hrana" i helein što znači "ozljeđuje/uništava" u odnosu na otrovne listove, stabljike i korijenje biljke koji su otrovni za ljude ako se progutaju. Ime vrste odražava hrvatsko podrijetlo biljke.

## Sinonimi
- Helleborus croaticus f. angustisectus Martinis; Suppl. Fl. Anal. Jugosl. 1: 15 (1973)
- Helleborus croaticus f. latisectus Martinis; Suppl. Fl. Anal. Jugosl. 1: 15 (1973)
- Helleborus croaticus f. polysectus Martinis; Suppl. Fl. Anal. Jugosl. 1: 14 (1973)
- Helleborus croaticus Martinis; Trinajstic, Suppl. Fl. Anal. Jugosl. 1: 14 (1973)
- Helleborus multifidus subsp. serbicus (Adamovic) Merxm. & Podl.; Repert. Spec. Nov. Regni Veg. Spec. Nov. Regni Veg 64: 5. (1961)
- Helleborus serbicus Adamovic; Magyar Bot. Lapok 5: 221 (1906)
- Helleborus serbicus subsp. malyi Martinis; Trinajstic, Suppl. Fl. Anal. Jugosl. 1: 14 (1973)